# Dmitrij Lichaczow

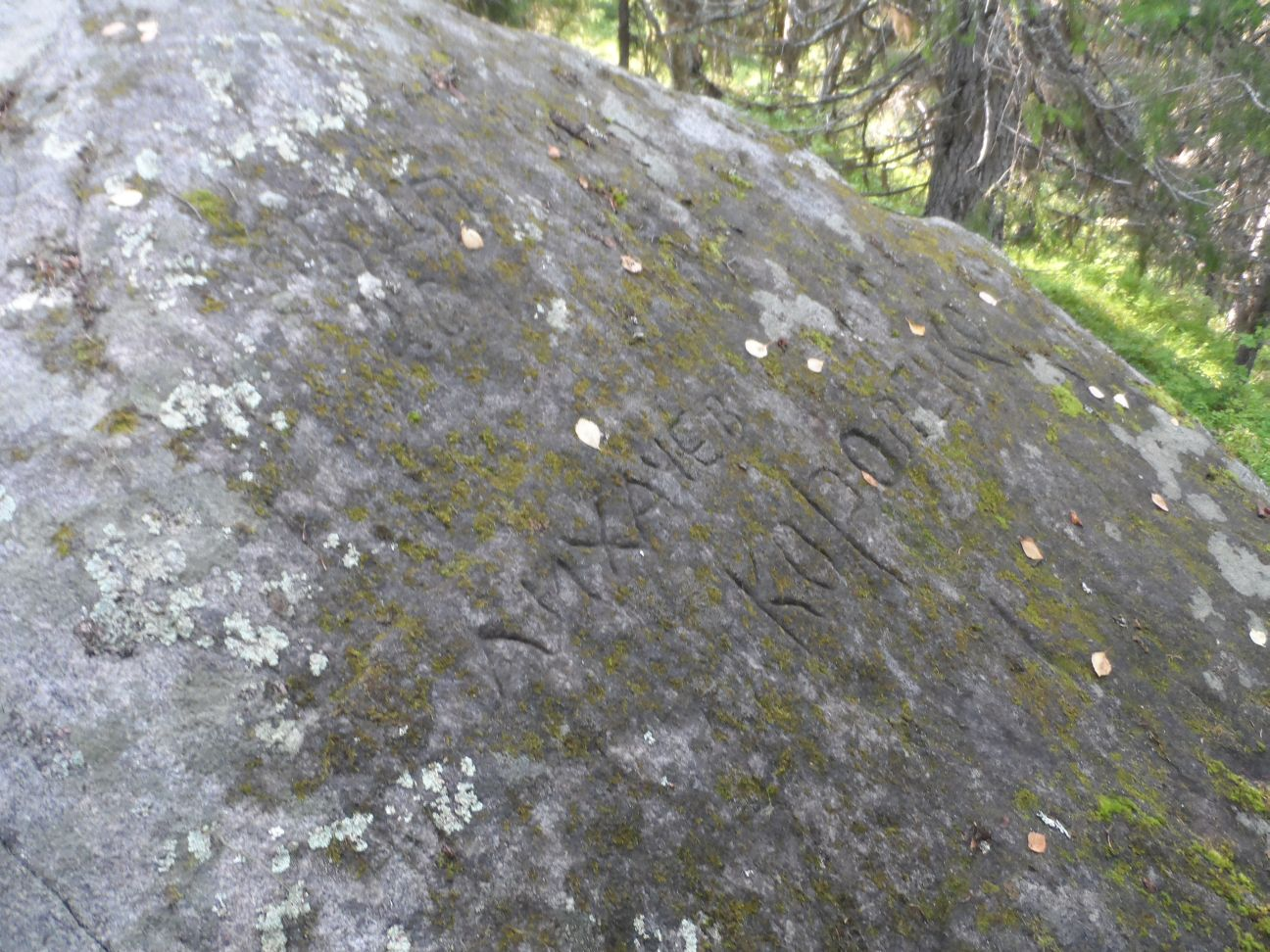
Kamień w wykutymi nazwiskami więźniów SŁON D.S.Lichaczowa i W.Ju. Korolenki. Wielka Wyspa Sołowiecka, 2015

Dmitrij Siergiejewicz Lichaczow (ros. Дми́трий Серге́евич Лихачёв; ur. 15 listopada?/28 listopada 1906 w Petersburgu, zm. 30 września 1999 tamże) – rosyjski historyk literatury i kulturoznawca.

## Życiorys
W 1928 roku aresztowany i skazany na podstawie art. 58–11 KK RFSRR (zorganizowana działalność kontrrewolucyjna) na 5 lat pozbawienia wolności. Karę odbywał w Sołowieckim Obozie Specjalnego Przeznaczenia (SŁON) na Wyspach Sołowieckich i Biełbałtłagu przy budowie Kanału Białomorsko-Bałtyckiego. Przedterminowo zwolniony w roku 1932. W roku 1931 Lichaczow wraz z W.Ju. Korolenko mając świadomość możliwej śmierci wykuli w kamieniu swoje nazwiska. Wkrótce potem Lichaczow został przeniesiony na ląd stały.
Pracował jako profesor uniwersytetu w Leningradzie (1946–1955). Od 1964 doktor honoris causa Uniwersytetu w Toruniu.
Od 1970 był członkiem Akademii Nauk ZSRR. Publikował prace o literaturze staroruskiej i tekstologii.
Autor rozpraw i studiów historycznych w formie kronik: „Słowie o wyprawie Igora”, o estetyce, artyzmie i poezji staroruskiej.
Prace naukowe m.in. Powiest wriemiennych let (tom 1–2, 1950), Poetyka literatury staroruskiej (1967, wyd. polskie 1981), Artystyczna spuścizna dawnej Rusi a współczesność (1971, wyd. polskie 1977), Poezja ogrodów. O semantyce stylów ogrodowo-parkowych (wyd. polskie 1991).
Został odznaczony m.in. Medalem „Sierp i Młot” Bohatera Pracy Socjalistycznej (1986), Orderem św. Andrzeja (1998), Orderem Za Zasługi dla Ojczyzny II klasy (1996), Orderem Lenina (1986) oraz Orderem Czerwonego Sztandaru Pracy (1966). W 1991 odznaczony tytułem doktora honoris causa Uniwersytetu Karola w Pradze.
Pochowany na Cmentarzu Komarowskim w Petersburgu.

## Wybrane publikacje
- (współautor: Wiera Lichaczowa), Artystyczna spuścizna dawnej Rusi a współczesność, przeł. Paulina Lewin, Warszawa: „Pax” 1977.
- Poetyka literatury staroruskiej, przeł. Aleksander Prus-Bogusławski, Warszawa: Państwowe Wydawnictwo Naukowe 1981.
- Słowo o wyprawie Igora, przeł. Julian Tuwim, wstępem opatrzył Dymitr Lichaczow, Warszawa: Państwowy Instytut Wydawniczy, 1985.
- Poezja ogrodów. O semantyce stylów ogrodowo-parkowych, przeł. Kaja Natalia Sakowicz, red. nauk. Jan Trzynadlowski, Wrocław: Zakład Narodowy im. Ossolińskich 1991.
- Nowe elementy w obyczajach i sposobie życia (na Rusi w XIV i XV w.), [w:] Chrześcijaństwo Rusi Kijowskiej, Białorusi, Ukrainy i Rosji (X-XVII wiek), red. Jerzy Kłoczowski, Kraków: Wyd. PAU 1997, s. 163–172.
- Wspomnienia, przeł. Bogusław Żyłko, redakcja naukowa Danuta Ulicka, Warszawa: Centrum Polsko-Rosyjskiego Dialogu i Porozumienia – Wydawnictwo Sedno 2016, ISBN 978-83-63354-29-9.